# نبرد زمیل
نبرد زمیل در سال ۶۳۳ میلادی در میان‌رودان ساسانی (عراق امروزی) میان اعراب مسلمان و مسیحی رخ داد که با پیروزی بزرگ مسلمانان به رهبری خالد بن ولید همراه بود. مسلمانان شب‌هنگام از سه سو به نیروهای مسیحی وفادار به ساسانیان حمله کردند. مسیحیان نتوانستند در برابر حمله غافلگیرانه مسلمانان مقاومت کنند و پراکنده شدند اما با عدم موفقیت در فرار، تقریباً همگی قربانی حمله مسلمانان شدند.